# 土浮 (佐倉市)
土浮（つちうき）は、千葉県佐倉市の大字。郵便番号285-0001。

## 地理
北は土浮干拓、北東は萩山新田干拓、東は萩山新田、南は飯野、南西は萩山新田、飯野町、西は飯野干拓に隣接している。

## 歴史
江戸期は土浮村であり、下総国印旛郡のうち。佐倉藩領。村高は「元禄郷帳」213石余、「天保郷帳」「旧高旧領」ともに229石余。なお、慶長9年の高207石余、反別田7町3反余・畑7町2反余（佐倉市史2）。享保8年指出帳によれば、反別田14町歩余・畑7町、屋敷5反余、ほかに郷林5町歩、川鳥殺生の運上として鴨を上納。安政4年「領分村高帳」によれば、小物成として林下苅金1両1分・茶園栗代160文。山銭鐚9貫342文が見える（旧佐野家文書/千葉市史史料編2）。なお、印旛沼の舟渡場があったため夫役永などは免除。土浮村～瀬戸村間の渡しは、川幅680間、増水でも舟が止まらず、馬渡舟・小伝馬船核1艘があった。明治5年の渡賃は人1人200文・駄荷1駄500文・馬1疋馬士共500文（佐倉市史2）。佐倉藩の刑罰における領分追放では、土浮～瀬戸間の大川岸を渡り、角田村境まで送り見届けた（堀田藩御仕置）。明治6年千葉県に所属。神社は猿田彦神社など、寺院は真言宗正福寺（印旛郡誌）。明治22年内郷村の大字となる。

### 年表
- 1873年（明治6年） - 千葉県に所属。
- 1889年（明治22年）4月1日 - 町村制施行し大佐倉村、岩名村、飯野村、飯野町、土浮村、山崎村、下根村、下根町、萩山新田、飯田村が合併し印旛郡内郷村が発足。
  - 内郷村大字土浮となる。
- 1937年（昭和12年）2月11日 - 佐倉町・内郷村が合併し、佐倉町が発足。
  - 佐倉町大字土浮となる。
- 1954年（昭和29年）3月31日 - 佐倉町・臼井町・弥富村・志津村・根郷村・和田村が合併し、佐倉市が発足。
  - 佐倉市土浮となる。

## 世帯数と人口
2017年（平成29年）10月31日現在の世帯数と人口は以下の通りである。
| 大字 | 世帯数 | 人口  |
| ---- | ------ | ----- |
| 土浮 | 63世帯 | 149人 |

## 小・中学校の学区
市立小・中学校に通う場合、学区は以下の通りとなる。
| 地域 | 小学校             | 中学校             |
| ---- | ------------------ | ------------------ |
| 全域 | 佐倉市立内郷小学校 | 佐倉市立佐倉中学校 |

## 施設
- 土浮区民館
- 佐倉市民の森
- 正福寺
- 猿田彦神社